# Лейф Ериксон
Лейф Ериксон (на старонорвежки: Leifr Eiríksson) е исландски пътешественик-изследовател, за когото се смята че пръв достига до бреговете на Северна Америка още в края на Х век. Известен е още и като Лейф Щастливеца.

## Ранни години (970 – 1000)
Роден е около 970 г. в Исландия, син на изследователя Ерик Торвалдсон (или също Ерик Червения). През 982 баща му напуска Исландия в търсене на нови земи и стига до бреговете на Гренландия, където се заселва с рода си и основава първата викингска колония.
На 24-годишна възраст Лейф поема на своето първо самостоятелно морско пътешествие, в ролята на капитан на кораб, натоварен с отговорната задача да занесе дарове на крал Олаф I Трюгвасон в родната страна на родителите му – Норвегия. По време на престоя на Лейф в Норвегия, кралят успява да го убеди да се отрече от досегашната си вяра в езическите викингски богове и да приеме християнската религия. По нареждане на краля, Лейф поема обратния курс към Гренландия, придружен от свещеник, чиято мисия е покръстване на жителите на първата викингска колония в новата християнска вяра.

## Изследователска дейност (1000 – 1001)
Около 1000 година, Лейф се отправя на най-важното пътешествие в живота си. Въодушевен от разказите на Бярни Херьоулфсон, наследил изследователския дух на баща си и привличан от неизвестното, Лейф събира екипаж и отплава на запад, следвайки маршрута на Бярни, в търсене на новите земи. На 600 мили разстояние от Гренландия, експедицията на Лейф се натъква на скалиста земя, покрита с ледници. Лейф ѝ дава името Helluland (Каменна земя). Днес областта е позната като Бафинова земя – най-големия остров на територията на Канада.
След откриването на каменния арктически остров, Лейф се отправя на юг и попада на нови земи, много по-различни от скованите в лед досегашни територии. Тези се отличават със своите бели плажове и буйна растителност. Той кръщава земята Markland (Гориста земя), днес помещаваща се на територията на източните брегове на Канада.
Третата земя, която Лейф открива по време на своето изследователско пътуване, го поразява с мекия си климат, изобилие от риба, пасища, гори и диви лози. Лейф кръщава новооткритата земя Vinland (позната днес като областта L'Anse aux Meadows в Нюфаундленд, Канада). Има две теории относно произхода на името: според едната то означава „Земя на виното“, заради гроздето, което викингите откриват там, а според другата – „Земя на пасищата“, поради широките поля. По тези земи Лейф създава т.нар. Лейфсбодир – „Колибите на Лейф“, но той така и не успява да ги засели за постоянно.
По обратния път към Гренландия Лейф Ериксон спасява екипажа на исландския търговец Торир Източния, чиито кораб се разбива в скалите около гренландските брегове. Тази случка спечелва на Лейф прозвището Щастливеца (на нордически: Leifr hinn heppni).
Ериксон и екипажът му донасят в родината си диво грозде и екземпляри от различни видове дървета, за да докажат, че са били на неизвестни дотогава места.

## Следващи години (1002 – 1020)
По-късно Лейф Ериксон, поема от баща си управлението на викингската колония в Гренландия. Лейф има един син – Торкел (или Торгилс) Лейфсон, който го и наследява след смъртта му, около 1020 г.